# La Paz megye (Entre Ríos)
La Paz egy megye Argentínában, Entre Ríos tartományban. A megye székhelye La Paz.

## Települések
Önkormányzatok és települések (Municipios)
- - Bovril
  - La Paz
  - Santa Elena
  - Piedras Blancas
  - San Gustavo
  - Alcaraz

Vidéki központok ( centros rurales de población)
- - El Solar
  - Alcaraz Norte
  - Alcaraz Sur
  - Colonia Avigdor
  - Ombú
  - Yeso Oeste
  - Colonia Carrasco
  - Colonia Oficial N° 3 y 14
  - La Providencia
  - Puerto Algarrobo
  - San Ramírez
  - Sir Leonard
  - Yacaré
  - Colonia Oficial N° 13
  - Colonia Viraró
  - El Quebracho
  - Estaquitas
  - Las Toscas
  - Picada Berón